# Nantlais Williams
William Nantlais Williams (30 décembre 1874 - 18 juin 1959), mieux connu simplement sous le nom de Nantlais, est un poète gallois et un ministre chrétien presbytérien qui joue un rôle de premier plan dans le Réveil gallois de 1904-1905.

## Biographie
Williams est né à Pencader, dans le Carmarthenshire, le plus jeune de dix enfants. Il fait ses études élémentaires à Ysgol y Bwrdd, New Inn, mais à cause de la mort de son frère, il doit partir à l'âge de douze ans pour prendre un apprentissage de tisserand.
À l'âge de vingt ans, il commence à prêcher et en 1895, il entre au prestigieux Grammar School de Newcastle Emlyn. De là, il va au Trefeca College pour se former en tant que ministre, mais avant de terminer ses études, il reçoit un appel pour être ministre de Bethany, Ammanford en 1900 et est ordonné par l'Église méthodiste presbytérienne du pays de Galles en 1901. En 1902, il épouse Alice Maud Jones, un parent de JT Job, un autre leader du réveil gallois de 1904-1905. Ils ont trois enfants, dont Rheinallt Nantlais Williams. Son petit-fils est Stephen N. Williams. Sa première femme est décédée en 1911 et il se remarie à Annie Price, une enseignante, en 1916. Bethany, Ammanford devait être son seul poste puisqu'il y reste jusqu'à sa retraite en 1944. Il est enterré devant Bethany, Ammanford, à côté de JT Job et Gareth Davies.

## Nantlais et le renouveau de 1904-1905
Nantlais est fortement influencé par le Réveil gallois de 1904-1905. En 1904, il est désireux d'être un poète-prédicateur populaire, et à cela il a déjà du succès. Il est un orateur très recherché lors de conférences dans tout le Pays de Galles et sa poésie lui vaut divers prix, dont celui de président du National Eisteddfod en 1902. Malgré ce succès et cette popularité, il prend de plus en plus conscience qu'il manque quelque chose, il en vient à penser qu'il y a plus dans le christianisme que d'être impliqué dans le ministère formel et d'être culturellement actif.
Nantliais en est venu à croire que, jusqu'au réveil gallois de 1904-1905, il ne s'est pas pleinement engagé en tant que ministre chrétien. Il est profondément affecté par les événements du 4 au 6 novembre 1904, le week-end où le réveil éclate à Ammanford. À partir de ce week-end, Nantlais abandonne certaines de ses conférences de prédication et se concentre sur son ministère à Bethany, Ammanford. Il met également un terme à son activité pour l'Eisteddfod.

## Nantlais l'écrivain
Bien qu'il ait abandonné l'Eisteddfod à la fin de 1904, il n'a pas cessé d'écrire complètement. À partir de 1904, il se concentre largement sur la production de littérature chrétienne. Il est co-rédacteur en chef de Yr Efengylydd (The Evangelist) entre 1916–1933 et Y Lladmerydd (The Interpreter) entre 1922-1926. Il est rédacteur en chef de Trysorfa'r Plant (Trésor des enfants) entre 1934 et 1947. C'est un auteur d'hymnes important et 13 de ses hymnes sont inclus dans le Llyfyr Emynau de sa dénomination (Common Hymn Book) en 1927, et 17 sont inclus dans Caneuon Ffydd (Songs of Faith) republié en 2001. Il est récompensé pour son travail par l'Université du pays de Galles lorsqu'il reçoit une maîtrise honorifique en 1958.

## Opposant à la théologie libérale
Nantlais vivait à une époque où le Pays de Galles, dans son ensemble, se retournait contre sa théologie calviniste traditionnelle. La Laïcité devenait une plus forte emprise sur le peuple du Pays de Galles et l'église de Nantlais relâchait son emprise sur la base doctrinale qu'ils avaient depuis le renouveau méthodiste gallois. Nantlais s'oppose férocement à un rapport visant à restructurer la dénomination après la Première Guerre mondiale parce qu'il incluait la possibilité de lâcher prise, ou du moins le relâchement de la théologie que leur avaient confiée les pères méthodistes. Nantlais publie une série d'articles dans Goleuad (le bulletin de la dénomination), rassemblé plus tard sous forme de livre, dans lequel il critique les mouvements de 1925 et attaque les modernistes au sein de l'Église qui contestent l'autorité des Écritures.
Il manifeste une clémence envers l'enseignement du mouvement piétiste, mais la tradition méthodiste galloise l'empêche d'aller aux extrêmes de certains, associés au mouvement Keswick. 

## Sources
- (en) Cet article est partiellement ou en totalité issu de l’article de Wikipédia en anglais intitulé « Nantlais Williams » (voir la liste des auteurs).

1. ↑  Gomer Morgan Roberts, « WILLIAMS, WILLIAM NANTLAIS (1874-1959), minister (Presb.), editor, poet and hymn writer », Welsh Biography Online, National Library of Wales (consulté le 10 septembre 2018)